# 3659 Беллінгсгаузен
3659 Беллінгсгаузен (3659 Bellingshausen) — астероїд головного поясу, відкритий 8 жовтня 1969 року.
Тіссеранів параметр щодо Юпітера — 3,439.